# Hundsbæk
Hundsbækgård er en tidligere Hovedgård beliggende i Læborg Sogn, Vejen Kommune.

## Historie
Hundsbæk tilhørte 1390 Mattis Christensen, som 1392 solgte den til Henneke
Limbek, † 1404; hans Søn Claus L. afhændede Hundsbæk 1407 til Dronning Margrethe den Første. Kong
Hans af Danmark opholdt sig ofte på Hundsbæk for jagtens skyld, ligesom Christian den Anden og Frederik den Første har været
her. Frederik den Anden, der samlede kronens ejendomme omkring Kolding og Vejle, mageskiftede
1578 Hundsbæk mod Damsgård i Starup Sogn til Fru Bege Clausdatter (Enke efter Peder
Galskyt til Sønderskov Herregård, † 1613. Ved Skiftet efter hende gik Hundsbæk over til
Erik Juel, senere Rigsråd., efter hvis Død 1657 den blev udlagt til Kreditorerne og
„nedbrudt og forødt“ under Svenskerkrigene (i hvilken Krig Sognet led meget). En
del af den ejedes senere af Rådmand Bertel Jensen Duus, der havde faaet den som
udlæg for gæld; andre dele tilhørte Admiral Niels Juel, Niels Steffensen Krag,
Herm. Frands von Schwanewede og Jørgen Skeel Due til Sønderskov, † 1701, som
igen samlede den og opførte bygninger på Gården, der havde ligget øde siden
krigen. Arvingerne efter Due skødede H. (20, 33 Td. H. Gods) 1707 for 2651 Rd.
til forpagter Palle Christensen, som vistnok 1714 skødede den til Peder Christensen
Tonbo, og han skødede den 1747 til Hans Adolph Poulsen, † 1752, hvorpå den
ved auktion for 2759 Rd. blev solgt til Peder Poder; han skødede den (20, 29 Td. H.)
1764 for 3990 Rd. til Jens Lassen fra Sneumgård, som 1769 bortsolgte 6 Td. H. til
beboerne i Gammelby. Lassens Familie ejede H. til op i 19. Aarh.; den var delt i
to halvgårde, der efterhånden kom på forskellige hænder, indtil den 1863 atter
samledes af Emil Hansen. Senere har den været på mange Hænder. — Den nuv. Hovedbygning, en midtfløj
i et og to sidefløje i to Stokværk, er opført 1877. Det gamle voldsted, hvor den
engang anselige borg har stået, og som var omgivet af grave, blev ved midten af
19. Aarhundred helt jævnet.